# ملی‌گرایی بریتانیایی

اتحادیه جک انگلستان، که در این نسخه در سال ۱۸۰۱ با صلیب سرخ انگلستان با مرز سفید (انگلیس در سال ۱۸۰۱ ولز را در آن قرار داده بود) ، سنت پاتریک سن ایرلند با مرز سفید، و سلطنت سن اندرو اسکاتلند و زمینه آبی به تصویب رسید. این نمادی رایج است که ملی گرایان انگلیس از آن استفاده می‌کنند

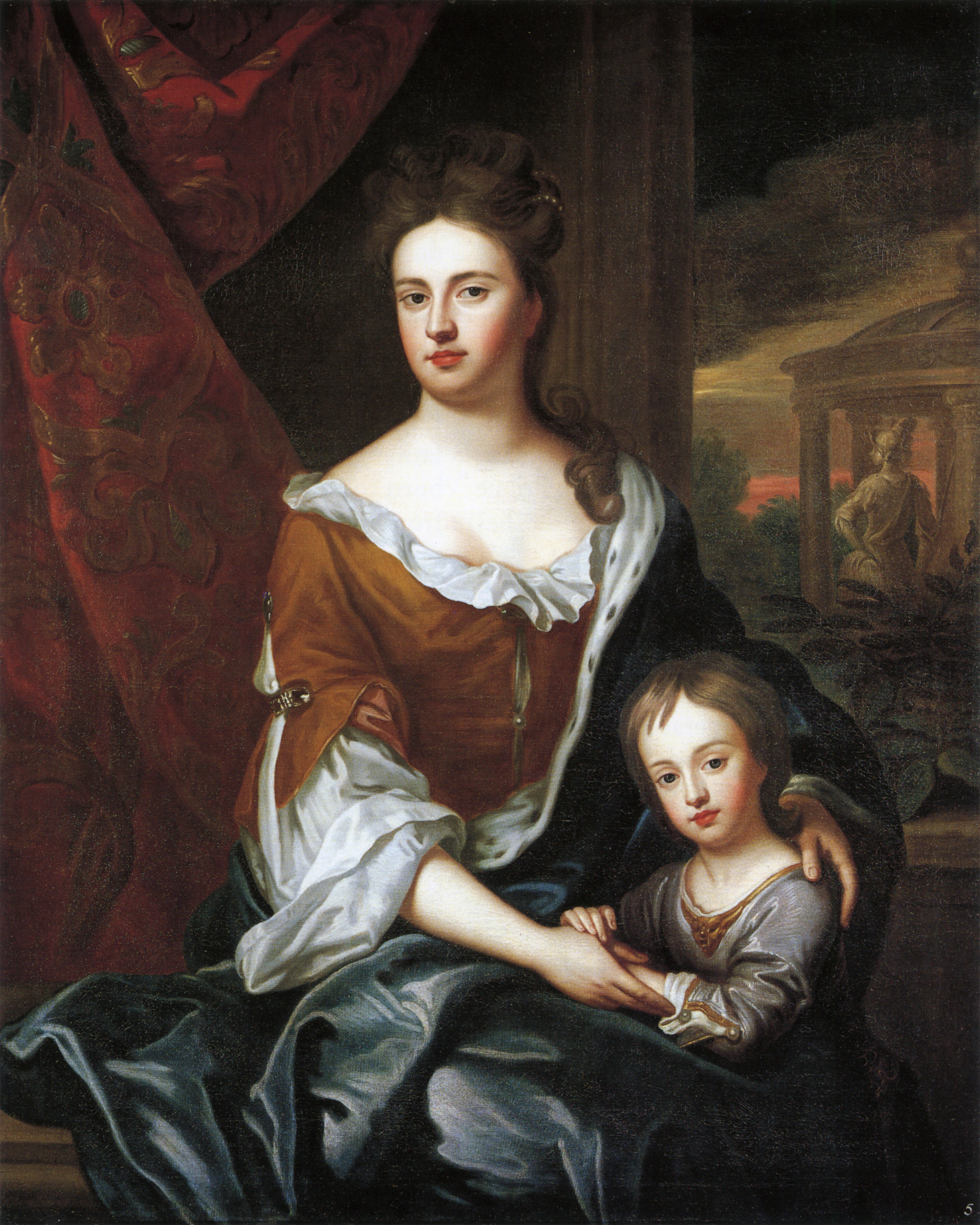
آن اولین پادشاه پادشاهی بریتانیا بود

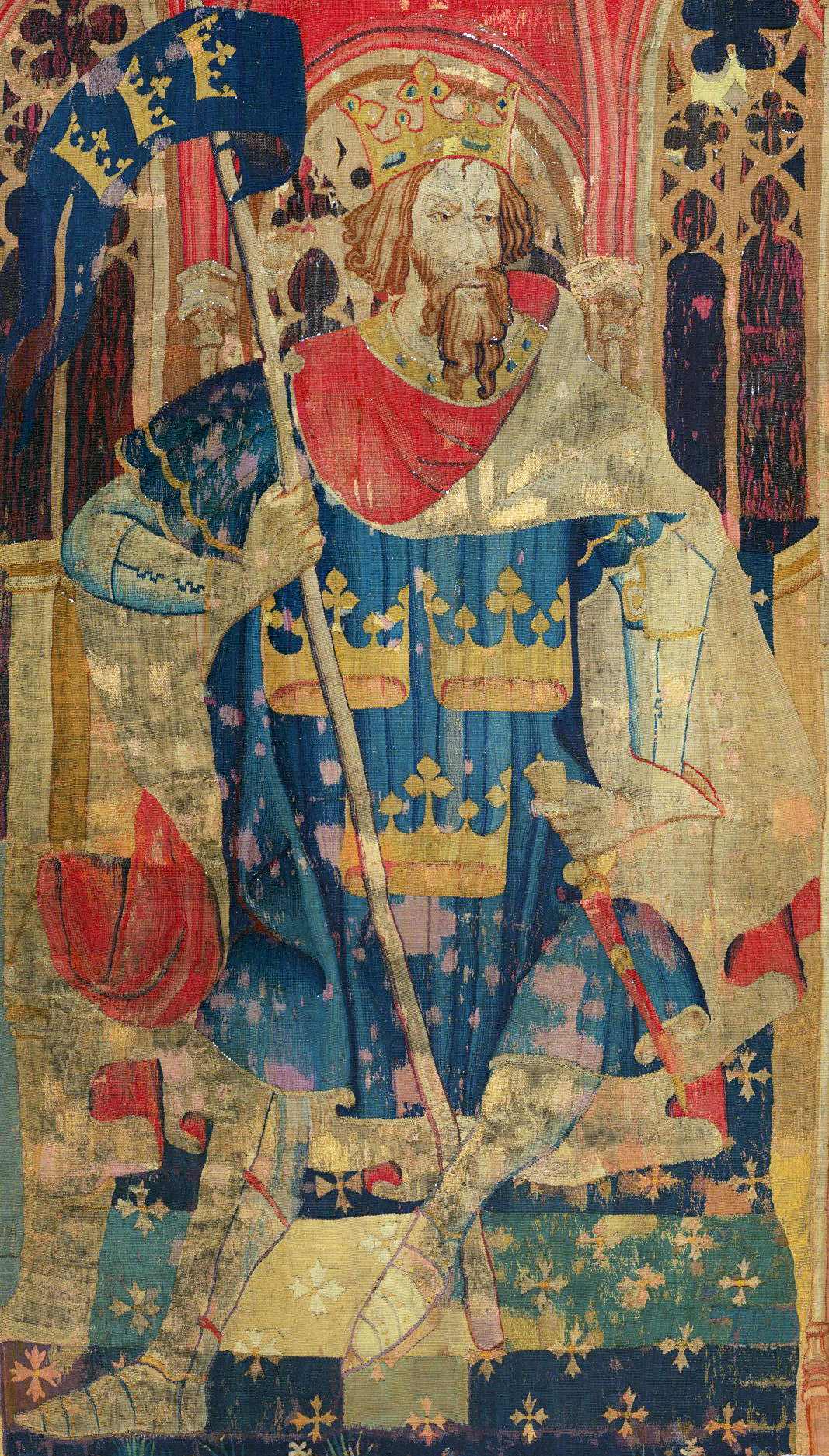
پادشاه آرتور، پادشاه انگلیس باستان، به عنوان یکی از نه شایسته ملیله، ملیله به تصویر کشیده شده‌است. ۱۳۸۵ افسانه پادشاه آرتور به عنوان یک حاکم جنگجو و قهرمان انگلیس که توسط جفری مونموث در تاریخچه پادشاهان بریتانیا به تصویر کشیده شد، بنیان ملی‌گرایی بریتانیا را بنا نهاد.

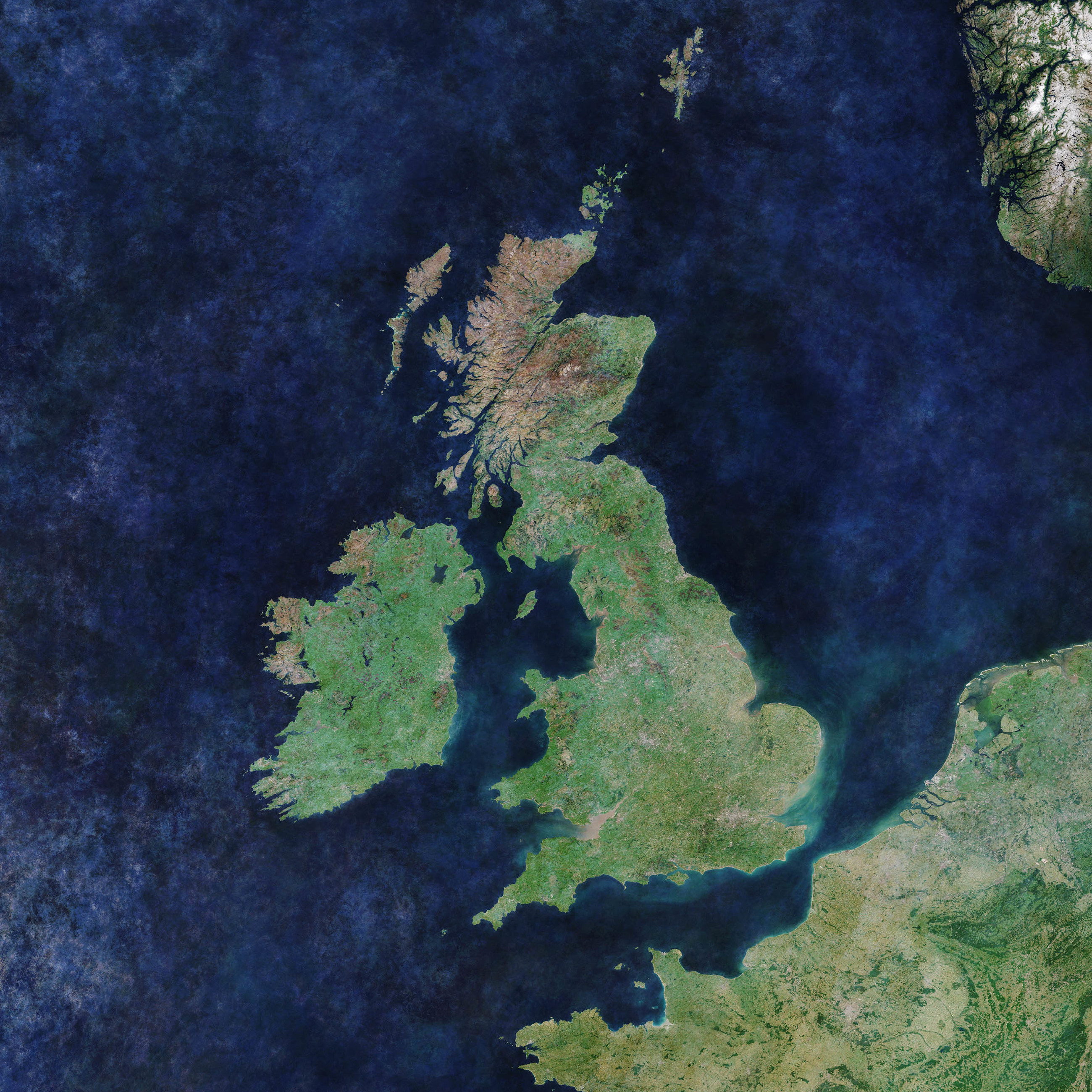
عکس ماهواره ای از بریتانیا و ایرلند. در اصل ناسیونالیسم انگلیس به‌طور معمول در انگلیس قابل اجرا بود. ناسیونالیسم انگلیس به‌طور معمول بر وحدت بریتانیا و ایرلند شمالی متمرکز است.

ملی‌گرایی بریتانیایی یا ناسیونالیسم بریتانیایی ادعا می‌کند که بریتانیایی‌ها یک ملت هستند. هدف این ایدئولوژی سربلندی ملت  و ترویج وحدت فرهنگی از بریتانیایی‌ها است. در یک تعریف بریتانیایی‌ها که ممکن است شامل مردم انگلیسی، اسکاتلندی، ولزی، و ایرلندی تبار (کسانی که زندگی در هر دو ایرلند شمالی و بریتانیا و از لحاظ تاریخی کل ایرلند زمانی که در داخل پادشاهی متحده بود).  ناسیونالیسم انگلیس با اتحادیه انگلیس ارتباط نزدیکی دارد که می‌خواهد اتحادیه سیاسی را که پادشاهی متحده است، حفظ کند یا پیوندهای کشورهای انگلستان را تقویت کند.
هویت وحدت ملی‌گرایی بریتانیایی از بریتون‌های سلتی که در جزیره بریتانیای کبیر زندگی می‌کنند ناشی می‌شود. ناسیونالیسم بریتانیایی به بزرگ عبارتند از افراد خارج بریتانیا، در ایرلند، به دلیل ۱۵۴۲ تاج و تخت از قانون ایرلند، اعلام می‌کرد که تاج ایرلند بود که پادشاه حاکم برگزار می‌شود انگلستان و همچنین بریتانیا و ایرلند درخواست برای اتحاد با بریتانیا.
این نیرو به عنوان «یک نیروی قدرتمند اما دوسوگرایانه در سیاست انگلیس» توصیف می‌شود. در شکل متوسط خود، ناسیونالیسم انگلیس یک ملی‌گرایی مدنی بوده و بر انسجام و تنوع مردم انگلستان، وابستگی‌ها و مستعمرات سابق آن تأکید دارد. با این حال، بومی گرایی ناسیونالیسم بر اساس ترس از بریتانیا که توسط مهاجران غرق به‌وجود آمده‌است. این ناسیونالیسم ضد مهاجر بومی گرایانه از نظر سیاسی در حزب ملی بریتانیا و دیگر جنبش‌های ملی گرایانه بومی گرایی ظاهر شده‌است. سیاستمداران، مانند دیوید کامرون ، نخست‌وزیر پیشین انگلیس، در تلاشند ملی‌گرایی انگلیس را به عنوان یک هدف مترقی تبلیغ کنند.

## ناسیونالیسم و اتحادیه‌گرایی
امروزه، مانند گذشته، جنبش‌های اتحادیه ای در اسکاتلند، ولز و ایرلند شمالی وجود دارد. این جنبش‌ها به ویژه برای حفظ روابط بین این مناطق و سایر مناطق انگلستان، در تقابل با جنبش‌های ملی گرایانه مدنی، تلاش می‌کنند. از جمله این جنبش‌های اتحادیه ای می‌توان به حزب اتحادیه اولستر، حزب اتحادیه دموکراتیک و حزب اتحادیه اسکاتلند اشاره کرد. در اسکاتلند و ولز محافظه کار، حزب کارگر، لیبرال دموکرات و حزب استقلال پادشاهی متحد از اتحادیه حمایت می‌کنند. ملی‌گرایان انگلیس به‌طور کلی از اتحادیه حمایت می‌کنند.

## لیست احزاب ملی‌گرای انگلیس
- حزب برگزیت
- حزب دموکرات انگلیس (۲۰۱۳)
- اول انگلیس
- حزب ملی انگلیس
- حزب اتحادگرای دموکراتیک
- برای انگلیس
- جبهه ملی
- جایگزین میهنی
- حزب استقلال انگلستان
- حزب مشترک‌المنافع انگلیس

### یادداشت
1. 1 2 3 4  Motyl 2001.
2. 1 2  Guntram H. Herb, David H. Kaplan. Nations and Nationalism: A Global Historical Overview: A Global Historical Overview. Santa Barbara, California, USA: ABC-CLIO, 2008.
3. ↑  (Miller 2005).
4. ↑  Brendan Bradshaw, Peter Roberts. British Consciousness and Identity: The Making of Britain, 1533-1707. P. 302.
5. ↑  (Smith، Smith و White 1988).
6. ↑  Conservative Party leader David Cameron advocates liberal or civic British nationalism: "Being British is one of the most successful examples of inclusive civic nationalism in the world." http://www.conservatives.com/News/Speeches/2006/09/Cameron_I_will_never_take_Scotland_for_granted.aspx بایگانی‌شده  در ۲۴ سپتامبر ۲۰۱۲ توسط Wayback Machine www.conservatives.com Official party site (26 September 2006)

### کتابشناسی - فهرست کتب
- Miller, William Lockley (2005), "Anglo-Scottish Relations from 1900 to Devolution and Beyond", Proceedings of the British Academy, Oxford University Press, 128, ISBN 978-0-19-726331-0
  - Smith, Michael; Smith, Steve; White, Brian (1988), British foreign policy: tradition, change, and transformation, Routledge, ISBN 978-0-04-327081-3